# Maksîmivka, Zbaraj
Maksîmivka (în ucraineană Максимівка) este localitatea de reședință a comunei Maksîmivka din raionul Zbaraj, regiunea Ternopil, Ucraina.

## Demografie
Componența lingvistică a localității Maksîmivka
     Ucraineană (97,21%)
     Rusă (2,68%)
     Alte limbi (0,12%)
Conform recensământului din 2001, majoritatea populației localității Maksîmivka era vorbitoare de ucraineană (97,21%), existând în minoritate și vorbitori de rusă (2,68%).